# Chicago Marathon 1988
De Chicago Marathon 1988 werd gelopen op zondag 30 oktober 1988. Het was de 11e editie van de Chicago Marathon. De Mexicaan Alejandro Cruz kwam als eerste over de streep in 2:08.57. De Amerikaanse Lisa Rainsberger won bij de vrouwen in 2:29.17.

## Uitslagen

### Mannen
| rang   | naam               | land | tijd    |
| ------ | ------------------ | ---- | ------- |
| Goud   | Alejandro Cruz     | MEX  | 2:08.57 |
| Zilver | Yakov Tolstikov    | URS  | 2:09.20 |
| Brons  | Richard Kaitany    | KEN  | 2:09.39 |
| 4      | Manuel Matias      | POR  | 2:10.19 |
| 5      | Michael O'Reilly   | ENG  | 2:11.50 |
| 6      | Stephen Brace      | WAL  | 2:11.50 |
| 7      | Gerardo Alcala     | MEX  | 2:12.11 |
| 8      | Derek Froude       | NZL  | 2:12.40 |
| 9      | Elisio Rios        | POR  | 2:12.53 |
| 10     | Stephen Binns      | ENG  | 2:13.32 |
| 11     | Anthony Milovsorov | ENG  | 2:14.02 |

### Vrouwen
| rang   | naam                   | land | tijd    |
| ------ | ---------------------- | ---- | ------- |
| Goud   | Lisa Rainsberger       | USA  | 2:29.17 |
| Zilver | Emma Scaunich          | ITA  | 2:29.46 |
| Brons  | Paula Fudge            | ENG  | 2:29.47 |
| 4      | Tani Ruckle            | AUS  | 2:31.19 |
| 5      | Kim Jones              | USA  | 2:32.03 |
| 6      | Kellie Archuletta      | USA  | 2:32.29 |
| 7      | Elena Tsukhlo          | URS  | 2:33.25 |
| 8      | Yekaterina Khramenkova | URS  | 2:33.36 |
| 9      | Midde Hamrin           | SWE  | 2:33.56 |
| 10     | Irina Yagodina         | URS  | 2:35.53 |
| 11     | Terry Adams            | SUI  | 2:36.50 |
| 12     | Tatyana Gridnyeva      | URS  | 2:37.36 |

1977 ·
1978 ·
1979 ·
1980 ·
1981 ·
1982 ·
1983 ·
1984 ·
1985 ·
1986 ·
1987 ·
1988 ·
1989 ·
1990 ·
1991 ·
1992 ·
1993 ·
1994 ·
1995 ·
1996 ·
1997 ·
1998 ·
1999 ·
2000 ·
2001 ·
2002 ·
2003 ·
2004 ·
2005 ·
2006 ·
2007 ·
2008 ·
2009 ·
2010 ·
2011 ·
2012 ·
2013 · 
2014 · 
2015 · 
2016 · 
2017 · 
2018 · 
2019 · 
2021 · 
2022 · 
2023